# 130 Elektra
130 Elektra este un asteroid din centura principală, descoperit pe 17 februarie 1873, de Christian Peters.